# Wächter-Romane
Die Wächter-Romane sind eine phantastische Romanreihe des russischen Autors Sergei Lukjanenko. Sie schildert den Kampf zwischen den Kräften des Lichts und der Dunkelheit, der nach einem langen Waffenstillstand wieder entflammt und dabei vorwiegend im heutigen Russland ausgetragen wird. Hauptakteure des Romans sind die Angehörigen der verfeindeten Tagwache und Nachtwache, die ursprünglich die Einhaltung der Waffenruhe überwachten.
Die Romane dienten als Vorlage für die bisher erfolgreichsten russischen Filme, Wächter der Nacht – Nochnoi Dozor (2004) und seinen Nachfolger Wächter des Tages – Dnevnoi Dozor (2006).

## Publikationsgeschichte
Der erste Band der Reihe, Wächter der Nacht (russ. Originaltitel: Ночной дозор; Transkription: Notschnoj dosor), erschien erstmals 1998 und wurde in Russland schnell zu einem Bestseller, vor allem im Zuge der erfolgreichen Verfilmung. Sergej Lukjanenko ließ dem Roman daraufhin zwei Fortsetzungen folgen: Wächter des Tages (russ. Originaltitel: Дневной дозор; Transkription: Dnewnoi dosor) im Jahr 2000 sowie Wächter des Zwielichts (russ. Originaltitel: Сумеречный дозор; Transkription: Sumeretschny dosor) im Jahr 2005. Im April 2007 erschien der vierte Band unter dem Titel Wächter der Ewigkeit (russ. Originaltitel: Последний дозор Transkription: Posledni dosor, wörtlich „Die Letzte Wache“). Eine Fortsetzung, die Kurzgeschichte Die kurzen Wächter (Transkription: Melki dosor), wurde von Sergei Lukjanenko im Sommer 2007 in einem russischen Sammelband mit Namen „Mify megapolisa“ (Мифы Мегаполиса) veröffentlicht. Im Dezember 2012 erschien Teil 5 Wächter des Morgen (russ. Originaltitel: Новый дозор Transkription: Nowy dosor, wörtlich „Die neuen Wächter“) und im März 2015 erschien der letzte Teil der Reihe Die letzten Wächter.
Die Romane wurden international vermarktet und in viele Sprachen übersetzt. Ins Deutsche wurden sie ab dem Jahr 2005 vom Heyne Verlag in einer Übersetzung von Christiane Pöhlmann veröffentlicht.
Eine neue Romanreihe Die Wächter startete im September 2015 mit Licht und Dunkelheit (russ. Originaltitel: Школьный надзор Transkription: Schkolny Nadsor, wörtlich „Die Schulaufsicht“). Im März 2016 erschien der zweite Band mit dem Titel Dunkle Verschwörung (russ. Originaltitel: Печать сумрака Transkription: Petschat Sumraka, wörtlich „Siegel des Zwielichts“) gefolgt von Nacht der Inquisition (russ. Originaltitel: Участковый Transkription: Utschastkowy, wörtlich „Der Abschnittsbevollmächtigte“) im Juli desselben Jahres.
Der Mitautor von Wächter des Tages, Wladimir Wassiljew, veröffentlichte 2003 „Bewahrer des Chaos“, ein weiteres Werk aus dem Wächter-Universum. Anfang 2009 erschien das Buch im deutschsprachigen Raum, ebenfalls im Heyne Verlag in einer Übersetzung von Christiane Pöhlmann.

## Handlung
Unter der normalen Menschheit leben unerkannt die Anderen, übernatürlich begabte Männer und Frauen, Magier, Gestaltenwandler und Vampire. Die Anderen unterteilen sich in Lichte und Dunkle, die sich in ihrer Lebensweise unterscheiden. Zunächst scheint es so, dass Lichte Gutes tun, und sich für Menschen oder ein höheres Ziel aufopfern, während Dunkle nur an sich selbst denken. Ab dem zweiten Band, in welchem die Dunklen die Hauptpersonen stellen, zeigt sich, dass die unterschiedlichen Ansichten und Vorgehensweisen der beiden Gruppierungen nicht eindeutig mit 'Gut' und 'Böse' identifiziert werden können.
Lange Zeit vor dem Beginn der Handlung aus Wächter der Nacht herrschte Chaos durch die Aktivitäten zwischen den anderen, welche sich früher noch nicht in Lichte und Dunkle unterteilten. Durch die Konflikte zwischen Lichten und Dunklen entstand viel Leid, welches den Fortbestand der anderen bedrohte. Daher wurde zwischen den dunklen Anderen und lichten Anderen ein großer Vertrag geschlossen. Fortan sollte jeder Mensch, der das Potential eines Anderen hat (und somit dieser Gruppe besonders begabter Menschen zugehörig ist), seine Seite frei wählen dürfen. Ist diese Entscheidung einmal getroffen wird sie nur in äußerst seltenen Fällen geändert. Der Große Vertrag, in dem alle relevanten Grundsätze dieses Handels festgehalten sind verbiete den Anderen offene Feindseligkeiten sowie Angriffe und Interventionen gegen Menschen (sofern diese nicht lizenziert sind). Da Vampire und Tiermenschen nur durch den direkten Verzehr menschlichen Blutes bzw. Fleisches überleben können werden Ihnen von der Nachtwache, per Losverfahren, Menschen zugeteilt.
Vertreter des Lichts arbeiten in den lokalen Standorten der Nachtwachen, welche nachts die Aktivitäten der dunklen überwacht und einige Vertreter der Finsternis arbeiten in den lokalen Standorten der Tagwachen, welches tagsüber die Aktivität der lichten überwachen. Die meisten Anderen führen ein, zeitlich unbefristetes, Leben als unauffällige Menschen und beteiligen sich nicht an den Intrigen der Wachen. Große Wachen werden geleitet von hohen Anderen, welche durch geschickte Intrigen versuchen einen Vorteil gegenüber der Gegenseite zu erlangen. Aktivitäten von Anderen, die den Großen Vertrag verletzen, werden von den Wachen registriert und sanktioniert.
Über den beiden Seiten wacht einzig die Inquisition, eine Organisation in welcher sowohl lichte als auch dunkle Vertreter zusammenarbeiten. Die Aufgabe der Inquisition ist, Verstöße gegen den großen Vertrag zu verurteilen, magische Artefakte sicherzustellen und somit das Gleichgewicht der Kräfte zu wahren.

### Band 1:Wächter der Nacht
In der ersten Geschichte „Das eigene Schicksal“ wird der Nachtwache-Ermittler Anton Gorodezki auf ein wilderndes Vampirpaar aufmerksam, das sich seit einer Woche in Moskau herumtreibt. Anton bekommt den Auftrag, sie zu finden und zu verhaften. Auf seinem Streifzug begegnet er einer Frau, die mit einem mächtigen Fluch belegt wurde. Anton entschließt sich, ihr zu helfen, und versucht, den Fluch mit seinem Amulett aufzuheben, was jedoch nicht gelingt. Er merkt sich die Aura der Frau und macht sich weiter auf die Jagd nach den Vampiren. Schließlich hört er deren „Ruf“ und folgt ihrem Opfer, einem Jungen. Als er auf die Vampire stößt, kommt es zu einem Kampf. Der Vampir wird getötet, die Vampirin kann verletzt entkommen.
Boris Ignatjewitsch, sein Chef, erklärt ihm im Traum seinen nächsten Auftrag:
Erstens, den Jungen, der sich als nicht initiierter Anderer herausstellt, zu finden und ihn vor der Vampirin zu schützen.
Und zweitens, die verfluchte Frau zu finden und zu beschützen. Denn der auf ihr lastende Fluch ist so stark, dass bei seinem Durchbruch nicht nur ganz Moskau zerstört werden würde, sondern eine Katastrophe globalen Ausmaßes stattfinden würde. Diese Frau wird später zur Geliebten Antons und soll zu einer großen Zauberin ausgebildet werden.
Im zweiten Teil, „Der eigene Kreis“, werden Morde an Dunklen durch einen nicht-initiierten Anderen begangen. Anton Gorodezki wird von den Wächtern des Tages verdächtigt, die Morde begangen zu haben. Boris Ignatjewitsch, der Chef der Moskauer Nachtwache, vertauscht Antons Körper mit dem der Zauberin Olga, um Anton vor einer mutmaßlichen Intrige zu schützen. Als Anton aber zu unvorsichtig wird, findet ihn die Tagwache alleine vor einem ermordeten Dunklen. Anton muss den „Wilden“ finden, um sein Leben zu retten. Zuerst tauschen er und Olga ihre Körper wieder zurück. Danach trifft Anton auf einen Wächter des Tages, der ihn verhaften will. Anton aber überwältigt und zwingt ihn, seinen Auftrag zu verraten. Dieser Auftrag beinhaltet den Tod Antons. Daraufhin erschießt Anton den Dunklen. Kurz danach trifft er im Zwielicht auf einen „gefallenen“ Anderen. Er verweist ihn auf den Moskauer Fernsehturm Ostankino. Anton geht dorthin und muss einen weiteren Wächter des Tages töten. Dort erfährt er, wer der Schlüssel zu dem Ganzen ist: Jegor, der kleine Junge. Er macht sich auf die Suche nach ihm und findet ihn gerade noch rechtzeitig. Denn der Wilde hat bereits seinen magischen Dolch gezogen. Anton hält ihn auf und verwickelt ihn in ein Gespräch. Aber der Wilde lässt sich nicht von seinem Vorhaben abbringen. Es kommt zu einem Kampf. Der Wilde, der Maxim heißt, stößt Anton seinen Dolch in die Brust. Wider Erwarten stirbt Anton nicht, denn der Dolch wirkt nur gegen Dunkle Andere. Boris Ignatjewitsch, der Chef der Nachtwache, erscheint und bietet Maxim an ein Inquisitor zu werden – ein Anderer, der den Großen Vertrag überwacht und jegliche Verstöße dagegen bestraft.
In der letzten Geschichte „Im eigenen Saft“ bekommt Swetlana Nasarowa, Antons Geliebte, die Schicksalskreide – ein Artefakt, womit man das Schicksal eines Menschen verändern kann.
Alles beginnt zunächst harmlos. Der Chef Boris Ignatjewitsch, auch Geser genannt, schickt fast alle Mitarbeiter der Nachtwache aus Moskau. Sie fahren alle zur Datscha von Tigerjunges, einer Tierfrau. Nachdem Anton begreift, dass Geser eine Operation plant, wobei Swetlana eine wichtige Rolle spielen soll, fährt er zurück nach Moskau. In seiner Wohnung trifft er auf Sebulon, den Chef der Moskauer Tagwache. Dieser erzählt ihm von der Schicksalskreide. Anton redet mit Geser und versucht vergeblich ihn zu überzeugen, dass er nicht hinnehmen will, dass Swetlana ihn verlässt. Denn wer die Schicksalskreide benutzt, verliert einen Teil seiner Persönlichkeit. Anton löst sich von der Bindung, die bis dahin mit seinem Mentor Boris Ignatjewitsch bestanden hat und streunt durch Moskau, um Kraft von den Menschen zu sammeln. Dabei erwischt er Alissa Donnikowa, eine dunkle Hexe, beim Benutzen eines Kraftprismas und somit einer Intervention dritten Grades. Anton nimmt sie fest. In ihrer Verzweiflung ruft Alissa Sebulon herbei. Dieser bietet Anton einen Kuhhandel an: Die Wächter des Tages werden eine Intervention bis einschließlich des zweiten Grades durch Anton tolerieren, wenn er Alissa nicht der Inquisition übergibt. Zögernd stimmt Anton dem Deal zu. Nachdem er genügend Kraft gesammelt hat, betritt er das Haus des Jungen Jegor, auf dessen Dach die Operation Gesers stattfinden soll. Dort oben findet Anton neben Geser, Swetlana, Sebulon und dem Inquisitor Maxim auch den Jungen vor. Es sieht also so aus, als würde Swetlana Jegors Schicksal umschreiben. In diesem Augenblick kommt ein Sturm auf. Geser rät Anton, den Sturm mit seiner Intervention aufzuhalten. Anton aber benutzt die Intervention, um eine Remoralisierung zu schaffen. Geser stellt sich vor Swetlana und Sebulon sieht sich schon als Sieger, als wider Erwarten Anton die Hände zu sich führt, um die Remoralisierung auf sich selbst zu lenken.
Damit scheint Geser der Gewinner des „Spiels“ zu sein. Aber Swetlana ändert das Schicksalsbuch Jegors nur geringfügig. Sebulon lacht und geht weg. Erst später wird er erfahren, dass er reingelegt wurde: Während alle Dunklen Swetlana observierten, hatte Olga mit der anderen Hälfte der Schicksalskreide Swetlanas eigenes Schicksalsbuch umgeschrieben. Damit ist Gesers Plan aufgegangen.

### Band 2:Wächter des Tages
Dieses Buch beleuchtet die dunkle Seite der Anderen, die Antagonisten im vorhergehenden Roman werden zu Hauptfiguren, so wird dem Leser deutlich, dass es sich nicht um einen primitiven Gut-gegen-Böse-Kampf handelt, sondern um zwei grundverschiedene Philosophien.
Alissa Donnikowa, ein Mitglied der Tagwache, verliert bei einer Operation gegen die Nachtwache ihre magische Energie. Sebulon schickt sie auf eine Urlaubsreise, bei der sie ihre Energie regenerieren soll. Im Artek, in dem sie während ihres Aufenthalts arbeiten soll, lernt sie Igor, einen Wächter der Nacht, kennen, der aus ähnlichen Gründen wie Alissa im Artek verweilt und verliebt sich in ihn. Beiden fehlt die Fähigkeit (aus Mangel an Kraft und der daraus resultierenden Unfähigkeit, ins Zwielicht zu spähen) die Anwesenheit Anderer und ihre Herkunft zu spüren. Nachdem beide erkannt haben, dass sie eine Dunkle Hexe und Igor ein Lichter Magier sind, kommt es schließlich zu einer Konfrontation, in deren Verlauf Alissa stirbt.
Diese Geschichte ist aus der Sicht von Alissa Donnikowa erzählt, die Nebenfigur aus Wächter der Nacht wird zu einer Hauptperson in Wächter des Tages. Die Nachtwache ist nahezu komplett aus der Geschichte herausgenommen und wird erst später in dem zweiten Roman eingeführt.
Die zweite Geschichte spielt wieder in Moskau, der Hauptstadt der beiden Organisationen des Dunkels und des Lichts. Sie beginnt damit, dass ein Unbekannter in einem Vorort Moskaus auftaucht und mit dem Zug in die Hauptstadt fährt. Ihm fehlt jede Erinnerung an seine Vergangenheit und er weiß nur, dass er einen Koffer voller Geld bei sich trägt und übernatürliche Kräfte besitzt, von denen er aber nicht weiß, woher sie kommen. Er bedient sich derer rein intuitiv und macht durch tragische Zufälle die beiden Wachen auf sich aufmerksam, die auch die ganze Geschichte über rätseln, wer oder was er ist, nicht ahnend, dass Witali Rohosa, wie der unbekannte Andere heißt, ein sogenannter Spiegel ist, den das Zwielicht hervorgebracht hat, um das Gleichgewicht zwischen den beiden Wachen wiederherzustellen. Seine Kräfte passen sich stets denen seines Gegners an. Schließlich jedoch, als das Gleichgewicht wiederhergestellt ist, bricht er zusammen.
Der dritte Teil des Buches spielt in Prag, wo der in der ersten Geschichte erzählte Fall zwischen Igor und Alissa und der in der zweiten Geschichte behandelte Fall mit Witali Rohosa von einem Tribunal der Inquisition verhandelt werden soll. Eine der Hauptpersonen ist hier der Dunkle Magier Edgar, der die Seite des Dunkels in Anklage und Verteidigung vertreten soll. Der Wächter der Nacht Anton, die Hauptperson aus dem ersten Band, vertritt als Ankläger die Lichten Anderen. Im Laufe der Geschichte häufen sich die Hinweise, dass Sebulon versucht, den Drachen Fafnir aus dem Nibelungenlied, der in der Welt von Lukianenko ein Dunkler war, wieder ins Leben zu rufen. Sebulon kann die Vorwürfe jedoch entkräften, indem er die zur Wiederbelebung notwendigen Schritte als Einzelhandlungen darstellt, die in keinerlei Zusammenhang zueinander stehen. Ob das stimmt, bleibt unklar. Eine Konsequenz ist allerdings, dass sein Schüler Edgar, der im Falle einer Wiederbelebung Fafnirs dem Zwielicht hätte geopfert werden müssen, die Tagwache verlässt und der Inquisition beitritt.
Weiterhin kommt heraus, was genau Olga am Ende des ersten Bandes in Swetlanas Schicksalsbuch geschrieben hat: Swetlana war es vorherbestimmt, einen mächtigen Anderen zur Welt zu bringen. Olga hat auf Gesers Anweisung hin dafür gesorgt, dass dieser Andere zum mächtigsten Lichten überhaupt, zum Messias wird. Er hatte Igor als Lehrer für Swetlanas Kind vorgesehen, was Sebulon dazu veranlasst hatte, ihn auf Alissa treffen zu lassen. Geser hat nicht damit gerechnet, dass Igor die Hexe tatsächlich aufrichtig lieben würde. Igor geht freiwillig ins Zwielicht ein, weil er ohne Alissa nicht weiterleben will, und Sebulon kann zumindest diesen kleinen Triumph davontragen. Als der Prozess vorbei ist, verlassen die Anwesenden den Saal bis auf Anton, der sich von Geser den Plan, aus Swetlanas Kind einen Messias zu machen, bestätigen lässt. Als er fragt, wer der Vater des Kindes werde, erhält er zur Antwort, er könne es werden, wenn er nicht länger zögere und Swetlana folge, worauf er fluchtartig den Saal verlässt.

### Band 3:Wächter des Zwielichts
Wie auch in den Vorgängerbüchern finden sich in „Wächter des Zwielichts“ drei Geschichten. In der ersten Geschichte tauchen Hinweise darauf auf, dass ein Mensch einen Anderen dazu erpresst, ihn ebenfalls in einen Anderen zu verwandeln. Dieses Verhalten gefährdet das durch den „Großen Vertrag“ gesicherte Gleichgewicht zwischen Licht und Dunkelheit, weshalb sowohl Nacht- als auch Tagwache und sogar die Inquisition in dem Fall ermitteln.
Der Hauptplot zieht sich durch alle drei Teile des Buches und beschäftigt sich damit, ob die Möglichkeit besteht, normale Menschen ohne Veranlagung in „höhere“ Andere, also nicht nur niedere Dunkle wie Vampire oder Tiermenschen, zu verwandeln. Zu diesem Thema soll ein sagenhaftes Buch namens Fuaran existieren. Im Handlungsmittelpunkt stehen wieder der Wächter der Nacht Anton Gorodezki und Edgar, der mittlerweile die Tagwache verlassen hat und zur Inquisition gewechselt ist. Auch der Vampir Konstantin (genannt Kostja), Antons früherer Nachbar und inzwischen ein hoher Vampir, spielt eine Schlüsselrolle. Im Verlauf der Handlung kristallisiert sich heraus, dass es das Fuaran tatsächlich gibt und es sich lange Zeit im Besitz der Hexe Arina befunden hat. In einem Nebenstrang der Handlung wird außerdem beschrieben, dass der Kommunismus eigentlich eine Erfindung der hellen Anderen war, die eine bessere Gesellschaftsform erschaffen wollten, die aber willentlich von Geser gestürzt wurde, als ihm klar wurde, dass dadurch die Menschen letztlich von den Anderen erfahren hätten. Anton, Kostja und Edgar haben den Auftrag, das gestohlene Fuaran zu finden. Doch dann findet Anton heraus, wer es gestohlen hat und kommt somit in große Schwierigkeiten.
Der Dieb ist nämlich sein ehemaliger Freund und jetziger Gegenspieler Kostja, der mittels des Fuaran zum mächtigsten aller Anderen geworden ist. Aus diesem Grund kann er Antons Gedanken lesen und erkennt, dass seine Tarnung aufgedeckt wurde. Es kommt zum Kampf, aber Kostja kann sich nicht dazu überwinden, Anton zu töten. Stattdessen flieht er. Anton wird losgeschickt, ihn zu finden und zu töten, wobei sämtliche Anderen Russlands ihn mit magischer Kraft versorgen. Am Flughafen von Saratow stellt er Kostja, der ihm sein Vorhaben erklärt: Er leidet unter seiner parasitären Existenz als Vampir und will alle Menschen der Welt in Andere verwandeln. Da die Anderen ihre magische Kraft von den Menschen beziehen, die beständig Energie in das Zwielicht abgeben, würden durch Kostjas Vorhaben die Anderen ihre Magie verlieren. Kostja glaubt, dadurch „normal“ werden zu können. Er demonstriert die Wirkung des Fuaran an einem Menschen namens Alexander („Lass“), mit dem sich Anton bereits in der ersten Geschichte angefreundet hat. Tatsächlich wird Lass zu einem Anderen. Kostja erklärt, das Fuaran verwandle alle Menschen in Andere, die sich bei seiner Anwendung im Blickfeld des Zaubernden befinden.
Um alle Menschen in Andere zu verwandeln, will Kostja nach Baikonur, um von dort aus zur Internationalen Raumstation zu fliegen. Indem er die Erde vom All aus als Ganzes betrachtet und dabei den Zauber wirkt, kann er alle Menschen gleichzeitig in Andere verwandeln. Anton attackiert Kostja, der ihn jedoch überlistet und durch ein Portal entkommt. Anton kann ihm folgen und landet auf dem Weltraumbahnhof in Baikonur. In einem Gespräch versucht er, Kostja klarzumachen, dass die Wachen den Start der Rakete verhindern würden. Als Kostja sich uneinsichtig zeigt, begreift Anton, dass der Vampir gar nicht zur ISS fliegen, sondern wieder ein Portal benutzen will. Geser, Sebulon und Edgar fordern Anton auf, Kostja mit der vereinten Kraft aller Anderen Russlands zu töten und vermitteln ihm auf telepathischem Weg das Wissen um mächtige Zauber. Anton benutzt aber die Macht, mit der er aufgeladen wurde, um einen Schutzschild aufzustellen, der Kostja daran hindert, seine Gedanken zu lesen. Er hat nämlich begriffen, dass es im All keine magische Energie gibt, da dort die Lebewesen fehlen. Wäre Kostja nicht zum absoluten Anderen geworden, würde er selber eine gewisse Menge Energie produzieren, aber so würde er im All keine Magie wirken können. Kostja ist verwirrt über Antons Verhalten, tritt aber durch das Portal, da Anton ihn nicht daran hindert. Er schafft es nicht, sich an Bord der ISS zu teleportieren. Am Ende verglüht er samt Fuaran in der Atmosphäre.

### Band 4:Wächter der Ewigkeit
In der ersten Episode (Die gemeinsame Sache) ist Anton Gorodezki zum Hohen Magier aufgestiegen und wird von Geser in das bisher ruhige Edinburgh geschickt, um dort inoffiziell den Mord an einem jungen Russen aufzuklären. Sein Vater war ein potentieller Anderer, der sich jedoch gegen eine Initiierung entschieden hatte, jedoch viel mit der Nachtwache zusammenarbeitete. Daher fühlt sich Geser verpflichtet, die Sache in die Hand zu nehmen. Überraschenderweise scheint auch Sebulon, der Chef der Tagwache ein persönliches Interesse an dem Fall zu haben und bietet Anton seine Unterstützung an. Die Tat scheint schnell geklärt, doch nach einem weiteren Mord und einem Angriff auf Anton durch Menschen, die mit magischen Amuletten ausgerüstet sind, erkennt Anton, dass weit mehr dahintersteckt. Ein Dunkler Vampir, ein Lichter Heiler und ein Kampfmagier der Inquisition, alles Hohe Andere, haben sich zusammengetan, um den Kranz der Schöpfung an sich zu bringen. Dieses mächtige Artefakt wurde vor langer Zeit von dem Magier Merlin erschaffen. Merlin war einer der extrem seltenen, sogenannten Null-Magier, die selbst keine magische Energie abgeben und somit die Stärksten aller Anderen sind. Was der Kranz der Schöpfung ist und was er bewirkt, ist nicht klar, fest steht nur, dass er in Edinburgh versteckt wurde. Und zwar in der siebten und tiefsten Schicht des Zwielichts, die nur Null-Magier erreichen können. Zusätzlich geschützt wird diese Ebene durch eine mächtige Barriere und einen starken Golem. Merlin hat jedoch einen Rätselspruch hinterlassen, aus dem geschlossen werden kann, dass es einen Schleichweg zu dem Artefakt gibt.
In der zweiten Episode (Der gemeinsame Feind) wird Anton, nachdem er aus Edinburgh zurückgekehrt ist, von Geser nach Usbekistan geschickt, um dort mit seinem ehemaligen Freund zu sprechen. Rustam kannte Merlin noch persönlich und könnte daher wissen, worum es sich bei dem Kranz der Schöpfung handelt. Währenddessen stellen Geser und Sebulon Kampfmagier ab, um Nadja, die sechsjährige Tochter von Anton und Swetlana, rund um die Uhr zu beschützen. Auch sie ist eine Null-Magierin, wenn auch noch nicht initiiert, und die drei Abtrünnigen könnten versuchen, sie zu entführen, um mit ihrer Hilfe an das Artefakt zu gelangen. Geser geht mittlerweile davon aus, dass man damit die gesamte Zivilisation der Erde zerstören könnte. Kurz nachdem Anton in Samarkand eingetroffen ist, wird das Gebäude der dortigen Nacht- und Tagwache von Menschen überfallen, die genauso wie in Edinburgh mit magischen Amuletten ausgerüstet und magisch beeinflusst worden waren. Nur knapp kann Anton mit den dortigen Anderen fliehen. Auf dem Weg zu Rustam deckt Anton die Identität eines der Hohen Anderen auf, die das Artefakt an sich bringen wollen. Es ist der ehemalige Dunkle Magier und Inquisitor Edgar. Von Rustam erfährt Anton schließlich mehr über den Kranz der Schöpfung. Das Artefakt besitzt die Macht, die Barrieren einzureißen, die unsere Welt von den Zwielicht-Schichten trennt. Was dies jedoch bedeutet, ob es quasi nichts Merkbares oder eine Katastrophe globalen Ausmaßes auslösen würde, vermag niemand vorherzusagen.
In der letzten Episode (Das gemeinsame Schicksal) kehrt Anton nach Moskau zurück. Er erkennt, wer die beiden anderen Abtrünnigen sind: Der Vampir Gennadi Sauschkin, der Vater von Konstantin, der nach dem Tod seines Sohnes und seiner Frau rasend geworden war und durch den Mord an über 50 Menschen zu einem Hohen Vampir aufgestiegen ist, sowie die ehemalige Dunkle Hexe Arina (siehe Band 3), die inzwischen zu einer Lichten Heilerin geworden ist (ein Wechsel, der nur Hohen Anderen unter außergewöhnlichen Umständen offensteht; auch Merlin selbst ist auf diese Weise vom Licht zum Dunkel gewechselt). Gemeinsam mit Edgar haben sie sich zu der Ewigen Wache zusammengeschlossen. Sie entführen Anton, damit er für sie Merlins Rätsel löst, um an den Kranz der Schöpfung zu gelangen. Ihrer Ansicht nach ist es damit möglich, alle gestorbenen Anderen, die in der sechsten bzw. in der siebten Schicht des Zwielichts verweilen sollen, wieder zum Leben zu erwecken. Auf diese Weise wollen sie ihre verlorenen Partner und Kinder zu sich zurückholen. Dafür ist Edgar und Gennadi jedes Mittel recht und sie schrecken nicht einmal vor Mord und Massenmord zurück. Anton löst schließlich das Rätsel und erkennt im Kranz der Schöpfung die Analogie zum Ouroboros, dem ewigen Kreislauf. Seinen Entführern präsentiert er jedoch eine andere, anscheinend plausiblere Erklärung, und während sich diese in der fünften Zwielicht-Schicht einen Kampf mit dem Golem liefern, taucht er ab in die sechste, in der sich auch die Seelen der verstorbenen Anderen befinden, um von Merlin persönlich die Wahrheit zu erfahren. Wo sich der Kranz der Schöpfung befindet, was sich in der siebten Schicht des Zwielichts tatsächlich verbirgt und dass es ohne Tod keine Auferstehung geben kann. Anton ist jedoch inzwischen durch den Eintritt in die sechste Schicht des Zwielichts bereits so geschwächt, dass er nur mit Hilfe seiner kleinen Tochter, die trotz ihres jungen Alters über schier unbegrenzte Kräfte verfügt, wieder in die "Realität" zurückkehren kann, die mit der siebten Schicht des Zwielichts identisch ist. Dort bringt er Merlins Artefakt zum Einsatz, wodurch die entmaterialisierten Anderen nun endgültig sterben.

### Band 5:Wächter des Morgen
Wesentliche Inhalte sind die persönliche Entwicklung von Anton zu einem reiferen Anderen, das Wesen von Prophezeiungen und Weissagungen, sowie die Natur und Beschaffenheit des Zwielichts selbst.
In der ersten Geschichte (Wirre Ziele) rettet Anton Gorodezki den zehnjährigen Innokenti Tolkow (genannt Kescha) vor einer Flugzeugkatastrophe. Er ist ein nicht initiierter Prophet. Der Polizist Dima Pastuchow hat als Mensch die Gabe Andere zu erkennen und bezeichnet die Lichten als Hunde, die Dunklen als Wölfe. Zur Zeit der Rettung Keschas taucht am Flughafen ein Mann auf, den er als Tiger klassifiziert. Dima entzieht sich einer Konfrontation, seinem Kollegen wird bei der Begegnung die Aura entzogen. Die komplette Nachtwache ist ratlos, wie so etwas vorkommen kann und um was für ein mächtiges Wesen es sich handelt. Geser zieht umgehend zwei weitere hohe Lichte Magier hinzu und bittet sogar Sebulon um Hilfe. Auf dem Weg zu Kescha begegnet die Gruppe dem Tiger in der zweiten Schicht des Zwielichts und es kommt zum Kampf. Als Sebulon verspätet auftaucht, verschwindet der Tiger, ohne dass jemand zu Schaden kommt. Während Kescha zur eigenen Sicherheit in die Nachtwache verlegt wird, ergibt sich aus Nachforschungen, dass es sich bei dem Tiger um ein sehr kraftstarkes Zwielicht-Geschöpf handelt. Dieses tritt auf, um einen Propheten am Aussprechen seiner Hauptprophezeiung zu hindern, die ein Prophet meist kurz nach seiner Initiierung macht. Diese geht immer in Erfüllung, sofern mindestens ein Mensch davon erfährt. Zuletzt wurde solch ein Wesen vor ca. 300 Jahren gesehen, als es Jagd auf den Propheten Erasmus Darwin machte, der ihm aber entkommen konnte, indem er seine Prophezeiung in ein Astloch sprach. Geser versucht den Jungen zu retten, indem er ihn so schnell wie möglich initiiert und dazu bringen möchte, seine Prophezeiung auszusprechen. Als er selbst nicht erfolgreich ist, versuchen es Anton und Nadja. Währenddessen verschafft sich der Tiger gewaltsam Zugang zur Nachtwache. Kurz bevor er den Jungen erreicht, spricht Kescha seine Prophezeiung aus, woraufhin der Tiger von ihm ablässt und verschwindet. Von der Prophezeiung besteht eine Aufzeichnung, welche sich in Antons Besitz befindet.
In der zweiten Geschichte (Wirre Zeiten) reist Anton nach London um Erasmus Darwin aufzusuchen, von dem er mehr über den Tiger und die Natur des Zwielichts erfahren möchte. Von Darwin erhält er, nach dem Gespräch über seine Begegnung mit dem Tiger, einen Holzbecher, in dem seine Hauptprophezeiung "gespeichert" ist. Abends trifft er die Hexe Arina, die ihm von Fan Wenyan berichtet, der seinerzeit den Tiger besiegt hatte. Gemeinsam fliegen sie nach Taiwan, um ihn zu befragen. Wenyan hat damals seinen besten Freund getötet und damit dem Tiger bewiesen, dass er die Prophezeiung niemals aussprechen wird, egal ob er lebt oder stirbt. Da der Tiger nicht sinnlos tötet, gab er sich damit zufrieden. Wenyan hat seine eigene Vorstellung vom Zwielicht. Er sagt, es sei ein Wesen, das sich von den Emotionen der Menschen ernährt. Das blaue Moos, die Anderen, Spiegel (siehe Band 2) und auch der Tiger dienen nur dem Zweck, die Menschen in emotionaler Bewegung zu halten. Der Tiger will also nicht das Aussprechen der Hauptprophezeiung verhindern, sondern beschleunigen, damit die Menschen "angeregt" werden. Dagegen steht, dass der Tiger von Kescha explizit verlangte, seine Prophezeiung nicht auszusprechen. Es muss sich also um eine dermaßen weitreichende Prophezeiung handeln, dass sie das Zwielicht selbst bedroht. Arina verlangt von Anton die Herausgabe der Prophezeiung und kämpft sogar gegen ihn, um an die Information zu gelangen, was ihr schließlich gelingt. Als die Inquisition auftaucht, verschwindet Arina mit Hilfe der Mionischen Sphäre, die sie auch schon in Band 4 gerettet hat.
Die dritte Geschichte (Wirre Taten) spielt unmittelbar nach der Zweiten und handelt von Antons Alltag bei der Nachtwache. Arina sucht Anton auf und erzählt ihm, dass es in Keschas Hauptprophezeiung um seine Tochter gehe. Von der väterlichen Neugier gepackt hört er sich seine Kopie der Aufnahme an. Die Prophezeiung sagt, dass dem Zwielicht die Kraft ausgehe und Nadja in der Lage sei, das Zwielicht selbst zu vernichten. Nach diesem rein informativen Teil bricht die Aufnahme ab, die eigentliche Vorhersage von Kescha ist nicht zu hören. Anton erhält einen Anruf von Erasmus Darwin. Dieser hatte eine zweite Kopie seiner eigenen Prophezeiung gehört, woraufhin der Tiger ihn heimsuchte. Kurz vor seinem Tod rät Darwin Anton, die Prophezeiung nie zu erfahren und die Sache zu begraben. Anton beschließt, den Becher zu verbrennen. Kurz zuvor erscheint allerdings Nadja mit Kescha und Arina. Durch die Zerstörung des Bechers wird die Prophezeiung freigesetzt. Arina war das bewusst, sie hat das Treffen zum richtigen Zeitpunkt arrangiert. Darwins Prophezeiung enthält vorab den gleichen informativen Teil wie Keschas, dazu aber die Vorhersage, dass sich Anton entscheiden muss, ob das Zwielicht sterben wird. Kurz darauf taucht der Tiger auf. Im Gespräch mit Anton sagt dieser ihm, dass er selbst die Inkarnation des lebendigen Zwielichts ist und, dass es sein einziger Wunsch sei, zu leben. Deswegen dürfe niemals ein Mensch von der Prophezeiung erfahren, folglich muss sich Anton entscheiden, ob sie alle sterben (die Kinder eingeschlossen) oder er Nadja aufträgt, den Tiger und somit das Zwielicht zu vernichten. Anton versucht einen Ausweg zu finden, indem er sich von den Kindern schwören lässt, die Prophezeiung nie auszusprechen. Arina und sich selbst schließt er im Inquisitionszauber Sarkophag ein, einem Raum, in dem sie für immer gefangen sein werden. Nadja ist der Meinung, dass ihr Vater aus dem Sarkophag befreit wird, wenn sie das Zwielicht vernichtet. Damit erpresst sie den Tiger, so dass dieser Anton befreit.

### Band 6:Die letzten Wächter
In der ersten der insgesamt wieder drei Episoden mit dem Titel Zwangshandlungen taucht ein Vampir auf, der durch die Auswahl seiner Opfer über deren Initialen Anton Gorodezki eine Nachricht zu übermitteln scheint, woraufhin Anton sich auf die Suche nach dem Vampir begibt. Antons Tochter Nadja ist mittlerweile 15 Jahre alt und besucht eine herkömmliche Schule, die jedoch durch Zauber beschützt wird. Nadja selbst wird durch einen Lichten, einen Dunklen und einen Inquisitor bewacht. Durch einen Vorfall argwöhnisch gemacht, eilen Swetlana und Anton zu Nadjas Schule, weil sie einen Angriff des ominösen Vampirs vermuten. Dort finden sie den Inquisitor ermordet und die Menschen schlafend. Allerdings stellt sich heraus, dass der Angriff nicht durch den Vampir, sondern durch die beiden Wachen verübt wurde, die Anton und Sweta angreifen. Obwohl rangmäßig beiden unterlegen, scheinen die Angreifer stärker zu sein und überstehen alle Zauber von Anton und Sweta unversehrt. Kurz bevor die Angreifer siegen können, taucht der Vampir auf und schlägt sie in die Flucht. Nach dem Angriff bringt Anton Sweta und Nadja in eine sichere Wohnung nach St. Petersburg. Kurz darauf ergeht durch alle Propheten der Welt simultan eine Prophezeiung, die das Ende aller Anderen und der Menschen besagt. Auch ist dort die Rede von einer sechsten Wache und einem mächtigen Angreifer. Zur Interpretation der Prophezeiung wendet sich Anton an Kescha, der ein hoher Prophet ist. In Antons Wohnung werden beide durch Vermittlung von Sebulon von Lilith, einer uralten Vampirin besucht, die im Austausch mit Antons und Keschas Blut einige ihrer Fragen beantwortet. So wird deutlich, dass der starke Angreifer der Zweieinige, ein Gott der Anderen, ist, der einst das Bündnis mit den ersten Anderen geschlossen hat und nun versucht, das Gleichgewicht zwischen Gut und Böse wiederherzustellen. Nur durch die sechste Wache, die aus den Obersten der verschiedenen Anderen besteht, kann das Bündnis gekündigt und der Weltuntergang verhindert werden. Kurz darauf erscheint der Tiger und tötet Lilith.
In der zweiten Episode (Zwangsbündnisse) versuchen die Moskauer Tag- und Nachtwache die obersten Vertreter der Gruppen der Anderen nach Moskau zu bringen. Notwendig hierfür sind ein Dunkler, ein Lichter, eine Hexe, ein Vampir, ein Prophet und ein Spiegel. Zu diesem Zwecke begibt sich Anton nach Paris, wo Jegor, der einzige potentielle Spiegelmagier, lebt. Daraufhin reist er mit Olga nach New York, um bei der Versammlung der Vampire diesen die Dringlichkeit der Kür eines neuen Herrn der Herren, dem obersten Anführer aller Vampire, darzulegen. Dazu sind diese jedoch nicht bereit, weil dazu ein Kampf auf Leben und Tod notwendig wäre. Sodann taucht wieder der unbekannte Vampir auf, provoziert einen solchen Kampf, den er gewinnt, und wird zum Herrn der Herren.
In der dritten Episode (Zwangsmittel) wird Anton durch einen Trick veranlasst, Sweta und Nadja aufzusuchen, wodurch er deren Standort preisgibt. Kurz darauf greift der Zweieinige ein zweites Mal an. Durch eine Intervention des Tigers kann er jedoch wieder in die Flucht geschlagen werden. Sodann besuchen Anton und Nadja das Konklave der Hexen in den österreichischen Alpen, wo eine neue Anführerin, eine Urbabuschka gewählt werden soll. Die alte Urbabuschka Arina befindet sich noch immer im Sarkophag der Zeit und ist damit nicht erreichbar. Einzige Kandidatin wäre jedoch Nadja, wodurch sie zur Hexe werden müsste. Die Kür misslingt jedoch, sodass die Hilfe des Tigers notwendig ist, um Arina zu befreien. Arina klärt Anton auf, dass der Zweieinige auch nur eine Art des Zwielichts ist, das Gleichgewicht wiederherzustellen. Kurz nachdem diese befreit wurde, greift der Zweieinige in Gestalt der beiden ehemaligen Wächter abermals an. In einem Zweikampf tötet dieser den Tiger, bevor er selbst von Arina mit einer Schneeraupe überfahren werden kann. Damit ist auch der dritte Angriff abgeschmettert. Nachdem nun alle obersten Anderen zusammengebracht sind, stellt sich in Moskau die Frage, wie die sechste Wache aufgestellt wird. Notwendig dafür ist, dass deren Mitglieder durch Blut verbunden sind, sodass die möglichen Mitglieder beschränkt sind. Anton bestimmt letztlich, dass Jegor als Spiegel, Arina für die Hexen, Kescha für die Propheten, Sebulon für die Dunklen, Nadja für die Lichten und der Vampir die sechste Wache bilden. Der unbekannte Vampir entpuppt sich als „auferstandener“ Kostja Sauschkin. Kurz darauf taucht der Zweieinige auf und die sechste Wache verhandelt mit ihm. Sie wollen das alte Bündnis aufkündigen, das das Gleichgewicht zwischen Gut und Böse garantiert hatte. Dies ist der einzige Weg, auf dem die Vernichtung aller Anderen verhindert werden kann. Dafür ist jedoch ein Opfer notwendig. Die Wache bestimmt dafür Anton, was dieser so geplant hatte. Anstatt ihn zu töten, verwandelt der Zweieinige Anton jedoch nur in einen normalen Menschen.

## Kurzgeschichte:Die kurzen Wächter
Die Kurzgeschichte beginnt mit einem Prolog, in dem einige Andere eine Gruppe von Journalisten in eine stillgelegte Station der Moskauer Metro führen und vor ihnen ihre Wesen als Andere offenbaren. Doch dann passiert etwas Unerwartetes: ein kleiner halbnackter Junge erscheint plötzlich und eröffnet auf die Anwesenden das Feuer aus einer Maschinenpistole. Dieser Junge heißt Witja Melkow, er ist 15 Jahre alt und ist auf der Schule der Anderen bei der Nachtwache. Wegen seiner geringen Körpergröße wird er nur „Melkij“ (Kurzer) genannt. Witja bekommt einen Auftrag von Geser und Anton Gorodezki, die stillgelegte Station durch einen engen Ventilationsschacht zu erreichen. Doch Witja ist außerdem noch im Dienste seines Vaters vom Geheimdienst, der Kenntnis von der Welt der Anderen erlangt hat und darauf erpicht ist, die Wachen seinerseits zu kontrollieren. Letztendlich endet die Geschichte im Ungewissen, ob Witja, wie ihm aufgetragen, nur die Verhaftung der Dunklen Anderen erzwingt, oder alle erschießt, um unerwünschte Zeugen zu vermeiden.

## Bewahrer des Chaos (Autor: Wladimir Wassiljew)
Dieser Roman wurde vom Co-Autor des zweiten Romans des Hauptzyklus ("Wächter des Tages") Wladimir Wassiljew verfasst. Zum ersten Mal wird die Haupthandlung nach außerhalb Moskaus verlegt. Einige bekannte Charaktere haben kurze Auftritte oder werden erwähnt.
Ein Team Kiewer Dunkler wird nach Sankt Petersburg beordert, um die dortige Wache zu unterstützen. Eine Gruppe nicht-initialisierter, "wilder" Anderer führt dunkle Rituale durch und schreckt auch vor Menschenopfern nicht zurück.

## Die neuen Abenteuer der Wächter
Die Bücher sind in der Welt der Anderen angesiedelt und geschrieben von Schuschpanov Arkadij mit Lukianenkos Unterstützung.

### Band 1:Die Wächter – Licht und Dunkelheit
Es werden die Geschehnisse in einem von der Inquisition geführten Internat für lichte und dunkle Jugendliche geschildert. Im Mittelpunkt der Ereignisse steht der junge Magier Dmitri Drejer, der als Lehrer für Andere Literatur tätig ist.

### Band 2:Die Wächter – Dunkle Verschwörung
In Samarkand taucht ein unbekannter Magier auf, dessen Kräfte die der anderen bei weitem übersteigt. Das Gleichgewicht zwischen Licht und Dunkelheit droht zu kippen.

### Band 3:Die Wächter – Nacht der Inquisition
In Sibirien erwacht eine alte und verborgenen Macht, die sowohl die Wächter der Nacht als auch die Wächter des Tages zu vernichten droht.

## Stil und Aufbau der Romane
Die Romane sind jeweils in drei einzelne Episoden gegliedert, die entweder einen eigenen oder gemeinsamen Handlungsstrang verfolgen. Mit Ausnahme von Wächter des Tages werden die Geschehnisse aus der Ich-Perspektive der Hauptfigur Anton Gorodezki beschrieben. Nebenhandlungsstränge werden aus der auktorialen Sicht geschildert. Da dem Leser in Wächter des Tages jedoch die Position der dunklen Magier nahegebracht werden soll, kann dies nicht aus der Position des Lichten Anton erzählt werden. Stattdessen schreibt der Autor in der ersten Geschichte aus der Sicht der Hexe Alissa Donnikowas und in der zweiten Geschichte aus der des Spiegels. Da in der dritten Geschichte sowohl Anton als auch Edgar im Mittelpunkt stehen, wechselt die Erzählperspektive in die eines auktorialen Erzählers. Die Kurzgeschichte Die kurzen Wächter ist aufgrund ihres geringen Umfangs von 20 Seiten linear und einteilig aufgebaut.
Kennzeichnend für den Serienverlauf ist, dass sich die Figur des Anton nicht nur charakterlich weiter entwickelt, sondern auch magisch immer höher steigt und schließlich zum Hohen Magier wird. Dadurch werden dem Leser immer tiefere Einblicke in das Wesen der Magie offenbart und die Art, wie die Anderen sie nutzen – zum größten Teil, ohne es selbst zu wissen.
Erst vor dem Hintergrund dieser Informationen wird allmählich verständlich, warum es für die Tag- und Nachtwachen so wichtig ist, dass die Menschheit nichts von der Existenz der Anderen erfährt.

## Filmische Umsetzung
Lukjanenkos Romane zogen die Verfilmungen Wächter der Nacht – Nochnoi Dozor (2004) und Wächter des Tages – Dnevnoi Dozor (2006) nach sich. Beide Filme setzen vor allem den Inhalt des ersten Buchs um, aber auch Teile des zweiten Romans flossen in die Filmhandlung ein. In der filmischen Umsetzung wurde die Handlung an vielen Stellen verändert. Beispielsweise stirbt die Dunkle Hexe Alissa im Film nicht und die Liebe zwischen ihr und dem Lichten Magier Igor wurde völlig ignoriert. Stattdessen verliebt sie sich in den jungen Vampir Kostja.
In den dritten und vierten Band fließen wiederum Ideen aus den Filmen ein:
Im Buch Wächter des Zwielichts wurde laut Sergei Lukjanenko der Charakter Kostja durch die Darstellung von Alexei Chadov im Film beeinflusst.
Im Buch Wächter der Ewigkeit sind das z. B.
- die Idee, dass Vampire – auch wenn sie den Blick der Menschen ablenken – noch im Spiegel zu sehen sind,
- der Traum Semjons, in dem Sebulon ihn und sein Auto über sich hinwegschleudert
- Jegors Traum, dass er Antons Sohn hätte sein können (im Film ist Jegor Antons Sohn, im Buch nicht)

## Umsetzung in Computerspielen
Zu Wächter der Nacht ist am 10. Mai 2006 ein gleichnamiges Computerspiel unter dem Publisher cdv Software Entertainment erschienen. Es behandelt eine von der Buchvorlage größtenteils losgelöste Handlung, die nach den Ereignissen des ersten Buches stattfindet.
Am 13. September 2007 ist eine Fortsetzung unter dem Titel Wächter des Tages von Atari SA veröffentlicht worden.
Beide Spiele sind eine rundenbasierende Verbindung von Rollenspiel und Adventure.

## Musik in der Wächter-Reihe
Im Laufe der Handlung der Reihe hören die verschiedenen Handlungsträger (insbesondere Anton) immer wieder zur Situation passende Lieder, deren Text in Auszügen zitiert wird. Es kommen Lieder von folgenden Künstlern/Bands vor:
Wächter der Nacht: Piknik, Woskressenje, Splin und Blackmore’s Night
Wächter des Tages: Wladimir Semjonowitsch Wyssozki, Juri Burkin, Kipelov, Arija, Woskressenje und Nautilus Pompilius
Wächter des Zwielichts: Simowje swerej, Belomors, Belaja gwardija, Piknik, Alexander Uljanow, Soja Jaschtenko und Kirill Komarow
Wächter der Ewigkeit: Kirill Komarow, Soja Jaschtenko und Piknik
Wächter des Morgen: Motor Roller, Piknik, Orgija Prawednikow, Sergej Kalugin und Wladimir Semjonowitsch Wyssozki

## Buchausgaben
- Sergei Lukjanenko: Wächter der Nacht. Heyne, München 2005, ISBN 3-453-53080-2.
- Sergei Lukjanenko: Wächter des Tages. Heyne, München 2006, ISBN 3-453-53200-7.
- Sergei Lukjanenko: Wächter des Zwielichts. Heyne, München 2006, ISBN 3-453-53198-1
- Sergei Lukjanenko: Wächter der Ewigkeit. Heyne, München 2007, ISBN 978-3-453-52255-8.
- Sergei Lukjanenko: Wächter des Morgen. Heyne, München 2012, ISBN 978-3-453-31411-5.
- Sergei Lukjanenko: Die letzten Wächter. Heyne, München 2015, ISBN 978-3-453-31497-9.
- Sergej Lukianenko: Die Wächter-Trilogie: Drei Romane in einem Band. Heyne, München 2008, ISBN 978-3-453-53286-1.
- Sergej Lukianenko: Die Wächter – Licht & Dunkelheit. Heyne, München 2015, ISBN 978-3-453-31651-5.
- Sergej Lukianenko: Die Wächter – Dunkle Verschwörung. Heyne, München 2016, ISBN 978-3-453-31652-2.
- Sergej Lukianenko: Die Wächter – Nacht der Inquisition. Heyne, München 2016, ISBN 978-3-453-31653-9.